# Mini Mental Test

En uppgift i testet är att kopiera två överlappande pentagoner.

Mini Mental State Examination (MMSE), förr Mini Mental Test (MMT), är ett test för skattning av kognitiva funktioner som används inom vården för screening och identifiering av demens. MMSE är inte ett diagnostiskt prov utan en indikator på kognitiv status, och ingår som del i minnesutredning.
Testet introducerades 1975 av Folstein med flera, och består av frågor och uppgifter som undersöker bl.a. minne, koncentrationsförmåga och tids- och rumsorientering.
MMSE undersöker flera kognitiva områden. Den består av en fråge- och uppgiftslista som kan ge 30 poäng, men det är inte bara poängsumman som bedöms, utan också på vilka frågor man svarat rätt eller fel.

## MoCA och RUDAS
MMSE ingår i Socialstyrelsens rekommendationer för basal demensutredning. Alternativt kan Montreal cognitive assessment (MoCA) eller The Rowland Universal Dementia Assessment Scale (RUDAS) användas. Bägge dessa är precis som MMSE globala demenstest som kort utvärderar ett flertal kognitiva funktioner såsom minne, uppmärksamhet, visuospatial förmåga. Poängskalan är för alla tre från 0–30 poäng men poängsumman kan inte jämföras testen emellan. MoCA är ett svårare test och kan därför vara mer känsligt för att upptäcka milda kognitiva besvär. RUDAS är framtaget för att i mindre grad påverkas av kulturell eller utbildningsbakgrund.